# 福津市立福間東中学校
福津市立福間東中学校（ふくつしりつ ふくまひがしちゅうがっこう）は、福岡県福津市津丸663にある公立中学校。

## 校訓
- 夢
- 努力
- 豊かな心

## 沿革
- 1979年（昭和54年）4月1日 - 福間町立福間東中学校として開校
- 2005年（平成17年）1月24日 - 福間町の合併により現校名に改称
- 2009年（平成21年）10月 - 創立30周年記念式典

## 校歌
作詞：水上正道 作曲：松井参伍 編曲：池末　勝彦

## 部活動
体育系部活動
- 卓球（男女）、剣道（男女）、陸上（男女）、バスケットボール（男女）、バレーボール（女）、軟式野球、サッカー、ソフトボール　※平成29年度現在

文化系部活動
- 吹奏楽、美術　※平成29年度現在

## 学期制
平成30年度より、3学期制となる。

## アクセス
- 西鉄バス 通り堂バス停 （徒歩15分）
- JR九州 東福間駅 （徒歩20分）